# Enicospilus catemacoi
Enicospilus catemacoi là một loài tò vò trong họ Ichneumonidae.